# Die Egerländer Musikanten
Die Egerländer Musikanten (1958–1999: Original Egerländer Musikanten oder Ernst Mosch und die Original Egerländer Musikanten; seit 2003: Ernst Hutter und Die Egerländer Musikanten – Das Original –) ist ein deutsches Blasorchester, das vorrangig böhmische Blasmusik spielt.

## Geschichte

### Entstehung
Die Wurzeln der Egerländer Musikanten liegen im Jahr 1955. Der Posaunist Ernst Mosch, der im Zuge der Vertreibung der Sudetendeutschen nach dem Zweiten Weltkrieg aus dem Egerland nach Bayern geflohen war, war zu dieser Zeit stellvertretender Orchesterchef des Südfunk-Tanzorchesters, das in verschiedenen Formationen auf dem Bundespresseball in Bad Neuenahr spielte. Er leitete hierbei eine Blaskapellenbesetzung, mit der er böhmische Musik aufführte. Nachdem dieser Auftritt erfolgreich war, organisierte er ein eigenes Ensemble mit fester Blasmusikbesetzung. 1956 nahmen die zwölf Musiker fünf Titel beim Südfunk Stuttgart auf, die im Rundfunk ausgestrahlt wurden. Das Ensemble erhielt den Namen Die Egerländer Musikanten, da die meisten der Musiker aus Böhmen stammten. Bereits im Dezember 1956 schloss Mosch einen Vertrag mit der Plattenfirma Telefunken für weitere Aufnahmen. Die Besetzung wurde auf 18 Musiker erweitert. Mosch, der davor noch selbst Tenorhorn gespielt hatte, setzte seine Prioritäten von nun an auf das Dirigieren und den Gesang.
Aufgrund zahlreicher Nachahmer erfolgte 1958 eine Umbenennung des Orchesters in Original Egerländer Musikanten. Das Ensemble trat fast jedes Wochenende auf; Mosch war aber mit einigen seiner Musiker noch beim Südfunk-Tanzorchester engagiert und verließ dieses im Jahr 1966.

### Weltweiter Erfolg
Als erstes deutsches Orchester trat Mosch mit den Original Egerländer Musikanten am 21. Mai 1966 in der New Yorker Carnegie Hall auf und erhielt dort vom Publikum stehende Ovationen. Im selben Jahr unternahm er eine USA-Tournee.
Nach einer Egerländer Pilotproduktion von 1971 („Sonntagskonzert“) realisierte Mosch 1972 mit seinem Ensemble ein erfolgreiches Experiment: Gerald Weinkopf arrangierte Operetten von Robert Stolz, Walter Kollo, Paul Lincke und Franz Lehár in einem modernen Glenn-Miller-Satz (Saxophone und Klarinettenführung), die auf Tonträger aufgenommen wurden. 1982/83 folgte eine weitere Produktion mit Melodien von Nico Dostal und Ralph Benatzky. In vielen Melodiebögen waren die Arrangements auch von einem dreistimmigen Posaunensatz geprägt, der von Musikern wie Bobby Burgess, Erwin Wolf und später Enrique Crespo, Jiggs Whigham, Bart van Lier oder Otto Bredl gespielt wurde.
Am 28. April 1973 erhielt Mosch im Rahmen eines Konzertes im Circus Krone in München seine erste Platin-Schallplatte für mehr als 10 Millionen verkaufte Schallplatten. Es folgte eine Tournee mit 110 Konzerten und 70 Festzeltauftritten mit insgesamt 430.000 Besuchern.
Nach einer großen Tournee im Jahr 1976 legte die Kapelle 1977 eine Pause ein, um eine Überbeanspruchung seiner Musiker zu verhindern. 1977/78 erfolgten Studioaufnahmen in Prag, 1978 produzierte Mosch mit erweiterter Besetzung ein Album mit Konzertmärschen der K.u.k.-Zeit.
Im Jahr 1981 gaben die Original Egerländer Musikanten ihr Comeback. Anlässlich des 25-jährigen Bestehens strahlte das ZDF im September 1981 eine Sondersendung unter dem Titel „Herz, Schmerz und dies und das …“ aus. Für eine weitere ZDF-Sondersendung reiste Mosch im Mai 1981 in die Tschechoslowakei. Dort besucht er seine Heimatstadt Falkenau (Sokolov) und traf die böhmischen Komponisten Jaromír Vejvoda, Karel Vacek und Karel Valdauf im Brauhaus U Fleků in Prag. Die zum Jubiläum erschienene Schallplatte Die größten Erfolge hielt sich fünf Wochen auf Platz 1 der deutschen Albumcharts.
1986 fanden zum 30. Jubiläum 30 Konzerte in Deutschland und den Niederlanden statt. Bei der Tournee zum 35-jährigen Bestehen 1991 spielte Mosch zum ersten Mal in den Neuen Ländern. Im selben Jahr widmete ihm das ZDF eine Sondersendung mit dem Titel Mein größtes Fest der Blasmusik.
1995 reiste Mosch mit seinem Ensemble für die Sendung Lustige Musikanten nach Frankenmuth (USA). Nach der Rückkehr erkrankte er, sodass die geplante Herbsttournee aufs Frühjahr 1996 verschoben werden musste. Sie umfasste 30 Konzerte in Deutschland, Österreich und Südtirol. Das bei dieser Tournee aufspielende Orchester war zahlenmäßig die stärkste je live aufgetretene Besetzung des Ensembles. Trotz schlechten Gesundheitszustands absolvierte Mosch mit den Original Egerländer Musikanten vom 6. März bis zum 27. April 1998 seine Abschiedstournee durch ganz Deutschland.

### 1999–2025: Die Egerländer Musikanten unter Ernst Hutter
Mit dem Tod von Ernst Mosch 1999 übernahmen Ernst Hutter und Toni Scholl die Leitung der Kapelle; zunächst geschah dies unter dem Namen Egerländer Musikanten. 2003 übernahm Hutter, der bereits seit 1985 bei den Original Egerländer Musikanten spielte, die alleinige Leitung. Etwa seit dieser Zeit trägt das Ensemble den Namen Ernst Hutter & Die Egerländer Musikanten – Das Original –.
Im September 2006 gaben die Egerländer Musikanten nach 40 Jahren wieder ein Konzert in der Carnegie Hall in New York.
Im Juni 2024 gab Hutter bekannt, dass er 2025 die Leitung der Egerländer Musikanten abgeben wird. Sein Nachfolger wird Alexander Wurz, der seit 2011 Tenorhornist der Kapelle ist.
 Von Dezember 2024 bis zum August 2025 ist Hutters Abschiedstournee in 30 Städten in Deutschland, der Schweiz, Frankreich, Belgien und Österreich geplant.

## Repertoire
Unter Mosch spielte die Kapelle Kompositionen zahlreicher tschechischer Komponisten und förderte damit ihre überregionale Bekanntheit. Das Repertoire bestand hauptsächlich aus böhmischer Unterhaltungsmusik, ca. 60 % Polkas, ca. 35 % Walzer und ca. 5 % Märsche. Die Länge der Titel liegt meist bei 2 bis 3,5 Minuten. Das mit Abstand zeitintensivste Stück ist das Polka-Rondo „Solistenparade“ von 1990 mit über 11 Minuten, das jedoch nur als Probestimme in kleinerer Besetzung, nicht auf einem Album produziert wurde. Die Notensammlung Ernst Mosch Welterfolge mit über 350 Stücken veröffentlicht das Egerländer Repertoire für Blasmusikkapellen.
Die Texte der Gesangstitel thematisierten meist die Bereiche Heimat, Liebesglück oder die Egerländer Musik an sich. Mosch arbeitete mit mehreren Textautoren zusammen, in den Anfangsjahren meist mit Gerald Weinkopf sowie seltener auch mit Walter Völk und Jules Verard. Weitere Autoren waren in Folge Franz Josef Ulmer, Kurt Hertha, Walter Leissle, Franto Linharek, Fini Huber-Busch, Robert Jung, Henry Pytelka-van den Berghe, Gisela Zimber und Jürgen Rust. Ab 1986 wurden fast alle Texte von Mosch und Helga Reichel verfasst.
Mosch war ein Vorreiter in der professionellen Interpretation anspruchsvoller böhmischer Kompositionen und symphonischer Polkas, namentlich von Jaroslav Skabrada. Diese Bravour-/Konzerttitel können als an der Grenze zur E-Musik angesehen werden. Sie zeichnen sich durch besonders anspruchsvolle Melodie/Stimmenführung (z. B. Helenen-Polka) und durch ein das reguläre Kadenzschema bei weitem übersteigendes Harmoniespektrum (z. B. Rekruten-Marsch) aus.

## Besetzung
Zur Besetzung des Instrumentalensembles zählen Flöte, Es-Klarinette, B-Klarinette, Flügelhorn, Trompete, Tenorhorn, Bariton, Waldhorn, Posaune, Bassposaune, Tuba und Schlagzeug in verschiedenen Zusammensetzungen. Vereinzelt wurden zusätzlich Instrumente eingesetzt wie Akkordeon, Altsaxophon, Tenorsaxophon, Baritonsaxophon, Basstrompeten, Celesta, Röhrenglocken, Hammer, Löffel und Triangel.
Nach dem Tod von Ernst Mosch wurde die Dirigentenstelle vorerst nicht wieder besetzt und die Formation wurde auf 16 Instrumentalisten und das Gesangsduo verkleinert, ähnlich der Anfangsformation der 1950er-Jahre. Erst nachdem Ernst Hutter die alleinige musikalische Leitung übernommen hatte, wurde das Orchester auf 19 Musiker erweitert.
Die Besetzung besteht heute (Stand 2024) aus vier Klarinetten, vier Flügelhörnern, einer Trompete, zwei Tenorhörnern, zwei Baritonen, drei Posaunen, zwei Tuben, einem Schlagzeug und zwei Sängern.
Die Egerländer Musikanten sind keine feste Besetzung, bei der immer dieselben Personen spielen, stattdessen besteht ein Kader von über 30 Musikern, aus dem die benötigten Stimmen besetzt werden. Alle Musiker sind auch in anderen Orchestern und Bands tätig.
| Instrument            | Musiker |
| --------------------- | --- |
| Flöte                 | Gerd Husemann |
| Klarinette            | Thomas Backhaus, Markus Euler, Anton Hollich, Peter Jenal, Rudolf König, Michael Müller, Alfred Wurm, Alexander Hann                                                                             |
| Saxophon              | Klaus Graf |
| Flügelhorn / Trompete | Ferenc Aszódy, Jörg Brohm, Franz Bummerl, Christian Höcherl, Sebastian Höglauer, Martin Hutter, Helmut Kassner, Freek Mestrini, Christoph Moschberger, Markus Privat, Rüdiger Ruf, Franz Tröster |
| Tenorhorn / Bariton   | Carsten Ebbinghaus, Ernst Hutter, Johann Kaszner, Florian Metzger, Michael Müller, Berthold Schick, Andreas Schmidt, Toni Scholl, Edgar Wehrle, Alexander Wurz                                   |
| Posaune               | Alexander Erbrich-Crawford, Gerd Fink, Hubert Hegele, Andreas Joos, Johann Kaszner, Patrick Raatz, Walter Tuschla, Edgar Wehrle, Elmar Wolf                                                      |
| Tuba                  | Peter Laib, Moritz Schulze, Oswald Windrich |
| Schlagzeug            | Jürgen Dieter, Stephan Hutter, Holger Müller |
| Gesang                | Nik Loris, Katharina Praher, Helga Reichel, Barbara Rosen, Norman Sanders |

## Diskografie (Auswahl)
Es gibt etwa an die 400 verschiedene Tonträger von Ernst Mosch, darunter etwa 220 LPs, davon rund die Hälfte Sonderauflagen oder Export-Versionen, 100 Singles, 6 Schellackplatten und zahlreiche CDs.

### Ernst Mosch und die Original Egerländer Musikanten
- 1960: Goldene Schallplatte für die Egerländer
- 1961: Fröhliches Egerland
- 1961: Klingendes Egerland
- 1961: Egerland-Heimatland
- 1961: Das geht ins Gemüt
- 1962: Sang und Klang vom Egerland (1970 neu aufgelegt als „Hand in Hand durchs Egerland“)
- 1963: Goldene Egerländer Melodien
- 1964: Grüß mir die Heimat
- 1965: Goldner Klang vom Egerland
- 1966: Musik aus der Heimat
- 1967: Das ist Musik!
- 1967/1968: Frühling im Egerland
- 1968: Lieblingsmelodien
- 1969: Blasmusik klingt so!
- 1969/1970: Speziell für Sie
- 1970: Stunden, die man nie vergißt
- 1970/1971: Ich freu mich so auf ein Wiedersehn – 15 Jahre spielen und singen
- 1971: Sonntagskonzert (z. T. mit Neueinspielungen zuvor schon produzierter Titel)
- 1972: Portrait in Gold (z. T. mit zuvor eingespielten Titeln)
- 1973: Moldauklänge
- 1973: Sonntag 13h10 (z. T. mit zuvor eingespielten Titeln)
- 1974: Böhmische Spezialitäten
- 1974: Wie Böhmen noch bei Öst’reich war
- 1975: Ewig junge Blasmusik
- 1975: Vergiß die Heimat nicht!
- 1975/1976: Böhmisches Herz
- 1977: Musikantentraum
- 1978: Tschingsda und Bumsda
- 1979: Egerländer Spatzen
- 1980: Liebe und Musik
- 1981: Jubiläumsgrüße (z. T. mit Neueinspielungen zuvor schon produzierter Titel)
- 1982: Egerländer Hitparade (z. T. mit zuvor eingespielten Titeln)
- 1983: Lieder, die für uns klingen
- 1984: Mein schönes Heimatland
- 1985: Nur wer die Heimat liebt (z. T. mit Neueinspielungen zuvor schon produzierter Titel)
- 1986: 30 Jahre Ernst Mosch
- 1988: Ernst Mosch in Prag
- 1989: Sag’s mit Musik
- 1989: Egerländer Solisten-Parade
- 1990: Ernst Mosch in Leipzig (vorwiegend Neueinspielungen zuvor schon produzierter Titel)
- 1990: Daheim im Egerland
- 1990/1991: Wir laden ins Festzelt ein
- 1991: Mein größtes Fest der Volksmusik – 35 Jahre (z. T. mit Neueinspielungen zuvor schon produzierter Titel)
- 1992: Mein Traumorchester
- 1993: Musik für Millionen
- 1995: Im Herzen jung – 40 Jahre
- 1997: Ein Leben für die Blasmusik (z. T. mit Neueinspielungen zuvor schon produzierter Titel)
- 1998: Böhmische Leckerbissen (vorwiegend Neueinspielungen zuvor schon produzierter Titel)

### Ernst Hutter und Die Egerländer Musikanten
- 2003: Mitten ins Herz
- 2004: Auf den Spuren von Ernst Mosch
- 2006: 50 Jahre Ernst Mosch – Seine Musik lebt weiter
- 2007: Das Beste – Mitten im Leben
- 2008: Ohne Grenzen
- 2010: Lebensfreude
- 2011: Die sensationelle Premiere – Live
- 2012: Liebe zur Musik
- 2013: Das grandiose Open Air Konzert in Altursried – Live
- 2014: Musik für Generationen
- 2015: 90-60-30-15 Jahre – Das große Jubiläumsalbum
- 2017: Das Feuer brennt weiter
- 2019: Bleib dir treu!
- 2023: Reicht euch die Hand

## Chartplatzierungen

### Alben
| Jahr | Titel                              | Höchstplatzierung, Gesamtwochen/‑monate, AuszeichnungChartplatzierungen (Jahr, Titel, Platzierungen, Wochen/Monate, Auszeichnungen, Anmerkungen) | Höchstplatzierung, Gesamtwochen/‑monate, AuszeichnungChartplatzierungen (Jahr, Titel, Platzierungen, Wochen/Monate, Auszeichnungen, Anmerkungen) | Höchstplatzierung, Gesamtwochen/‑monate, AuszeichnungChartplatzierungen (Jahr, Titel, Platzierungen, Wochen/Monate, Auszeichnungen, Anmerkungen) | Anmerkungen |
| Jahr | Titel                              | DE | AT | CH | Anmerkungen |
| ---- | ---------------------------------- | --- | --- | --- | ----------- |
| 1964 | Sang und Klang vom Egerland        | DE46 (2 Mt.)DE | — | — |             |
| 1965 | Goldener Klang von Egerland        | DE7 (12 Mt.)DE | — | — |             |
| 1966 | Wir sind die Egerländer Musikanten | DE27 (½ Mt.)DE | — | — |             |
| 1967 | Wir sehn uns wieder                | DE14 (1½ Mt.)DE | — | — | Livealbum   |
| 1967 | Musik der Heimat                   | DE19 (½ Mt.)DE | — | — |             |
| 1968 | Frühling im Egerland               | DE34 (1 Mt.)DE | — | — |             |
| 1969 | So sind wir!                       | DE33 (1 Mt.)DE | — | — |             |
| 1978 | Die 20 größten Erfolge             | DE5 (7 Wo.)DE | — | — |             |
| 1978 | 24 Goldene Melodien                | DE20 (8 Wo.)DE | — | — |             |
| 1978 | 20 Goldene Melodien                | — | AT20 (1 Wo.)AT | — |             |
| 1981 | Die größten Erfolge                | DE1 (16 Wo.)DE | AT19 (2 Wo.)AT | — |             |
| 2016 | Das große Lebenswerk               | DE21 (2 Wo.)DE | — | CH74 (1 Wo.)CH |             |
| 2018 | Die große Gold-Edition             | DE75 (2 Wo.)DE | — | — |             |

grau schraffiert: keine Chartdaten aus diesem Jahr verfügbar

### Singles
| Jahr | Titel Album       | Höchstplatzierung, Gesamtwochen/‑monate, AuszeichnungChartsChartplatzierungen (Jahr, Titel, Album, Platzierungen, Wochen/Monate, Auszeichnungen, Anmerkungen) | Anmerkungen |
| Jahr | Titel Album       | DE | Anmerkungen |
| ---- | ----------------- | --- | ----------- |
| 1961 | Herzweh           | DE49 (1 Mt.)DE |             |
| 1962 | Rauschende Birken | DE32 (4 Mt.)DE |             |

## Auszeichnungen für Musikverkäufe
| Goldene Schallplatte - Deutschland - 1976: für das Album Wenn der Tag erwacht - 1981: für das Album Musik mit Herz - 1987: für das Album Musikantenliebe Platin-Schallplatte - Deutschland - 1978: für das Album Ernst Mosch + seine Original Egerländer Musikanten 3× Goldene Schallplatte - Deutschland - 1995: für das Album Ein Klang begeistert |

| Land/RegionAuszeichnungen für Musikverkäufe (Land/Region, Auszeichnungen, Verkäufe, Quellen) | Gold     | Platin     | Verkäufe  | Quellen           |
| -------------------------------------------------------------------------------------------- | -------- | ---------- | --------- | ----------------- |
| Deutschland (BVMI)                                                                           | 4× Gold4 | 2× Platin2 | 2.000.000 | musikindustrie.de |
| Insgesamt                                                                                    | 4× Gold4 | 2× Platin2 |           |                   |